# Москосо-и-Сандоваль, Бальтасар
Бальтасар Москосо-и-Сандоваль (исп. Baltasar Moscoso y Sandoval; 9 марта 1589, Сантьяго-де-Компостела, королевство Кастилия и Леон — 17 сентября 1665, Мадрид, королевство Кастилия и Леон) — испанский кардинал. Епископ Хаэны с 29 апреля 1619 по 28 мая 1646. Архиепископ Толедо и примас Испании с 28 мая 1646 по 17 сентября 1655. Кардинал-священник со 2 декабря 1615, с титулом церкви Санта-Кроче-ин-Джерусалемме с 12 августа 1630 по 17 сентября 1655.